# Карл Вилхелм Фердинанд фон Бисмарк
Карл Вилхелм Фердинанд фон Бисмарк (на немски: Karl Wilhelm Ferdinand von Bismarck; * 13 ноември 1771 в Шьонхаузен; † 22 ноември 1845 в Шьонхаузен) е благородник от линията „Бисмарк-Шьонхаузен“ от род фон Бисмарк в Алтмарк, Саксония-Анхалт, господар на Шьонхаузен I., собственик на померанските имения Книпхоф, Кюлц (Кулице) и Ярхелин (в Западнопоморско войводство), кралски пруски ритмайстер, почетен рицар на „Йоанитския орден“. Баща е на немския канцлер княз Ото фон Бисмарк..
Той е син на ритмайстер Карл Александер фон Бисмарк (1727 – 1797) и съпругата му Кристиана Шарлота Готлибе фон Шьонфелд (1741 – 1772), дъщеря на Ханс Ернст фон Шьофелд. Внук е на Август Фридрих I фон Бисмарк (1695 – 1742) и Стефани Шарлота фон Девиц (1706 – 1735).
Той наследява през 1814 г. след смъртта на Август Фридрих II фон Бисмарк (1753 – 1814), померанските имения Книпхоф, Кюлц и Ярхлин и през 1816 г. се мести с фамилията си в Книпхоф (при Наугард в Западна Померания). През зимата фамилията живее най-вече в Берлин, лятото също в бани и понякога също в Шьонхаузен. След смъртта на съпругата му 1839 г. Фердинанд се мести от Берлин отново в Шьонхаузен.
Карл Вилхелм Фердинанд фон Бисмарк умира на 74 години и е погребан в гробницата на селската църква в Шьонхаузен.

## Фамилия
Карл Вилхелм Фердинанд фон Бисмарк се жени на 16 юли 1806 г. в Потсдам за Луиза Вилхелмина Менкен (*24 февруари 1789, Потсдам; † 2 януари 1839, Берлин), дъщеря на Анастасиус Лудвиг Менкен (1752 – 1801), който е таен кабенет-секретар на Фридрих Велики. Майка ѝ Йохана (Анна) Елизабет Боекел (1755 – 1818), вдовица на Пиер Шок († 1784), тютюн-фабрикант от Потсдам, е дъщеря на лесничея Вилхелм Райнхард II Боекел († ок. 1772) и Шарлота Елизабет Мюлер (1725 – 1804). Те имат шест деца (четири сина и две дъщери):
- Александер Фридрих Фердинанд фон Бисмарк (* 13 април 1807; † 23 декември 1809)
- Луиза Йохана Ангелика фон Бисмарк (* 3 ноември 1808; † 19 март 1813)
- Бернхард Фридрих Александер Фердинанд Роман фон Бисмарк (* 24 юли 1810, Шьонхаузен; † 7 май 1893, Кюлц), господар на Кюлц и Ярхлин, кралски пруски камерхер, съветник на окръг Наугард в Померания (1840 – 1888), таен съветник в управлението, женен I. на 17 септември 1841 в	Наугард за Аделхайд Фанингер (* 12 октомври 1824, Наугард; † 22 май 1844, Наугард), II. на 8 септември 1848 г. във Вангериц за Малвина фон Летов-Форбек (* 9 декември 1827, Вангериц; † 12 юли 1904, Кюлц); има общо 14 деца
- Ото Едуард Леополд фон Бисмарк (* 1 април 1815, Шьонхаузен; † 30 юли 1898, Фридрихсрух), граф фон Бисмарк-Шьонхаузен, 1. княз фон Бисмарк (1871), херцог фон Лауенбург (1890), пруски министър президент, немски канцлер, женен на 28 юли 1847 г. в имението Райнфелд, Померания за Йохана фон Путкамер (* 11 април 1824; † 27 ноември 1894); имат три деца
- Франц Алберт фон Бисмарк (* 20 юни 1819; † 10 септември 1822)
- Франциска Ангелика Малвина фон Бисмарк (* 29 юни 1827, Книпхоф; † 31 март 1908, Берлин), омъжена на 30 октомври 1844 г. в Шьонхаузен за Оскар фон Арним-Крьохлендорф (* 16 юни 1813, Берлин; † 18 декември 1903, Берлин)

## Галерия
- Дворец Шьонхаузен I., родната къща на Ото фон Бисмарк (1958 съборен от ГДР)
- Дворец Книпхоф
- Дворец Кюлц (Кулице)